# Енола Геј
Енола Геј је бомбардер Боинг коришћен у ратним дејствима, када је Ратно ваздухопловство Сједињених Америчких Држава (USAAF) напало Хирошиму, град у Јапану 6. августа, 1945, пред сам крај Другог светског рата. Због улоге у атомским бомбардовањима Јапана, име Енола Геј је постало синоним за сама бомбардовања.
Име Енола Геј добио је по мајци пилота Пола Џон Тибетса који је њиме управљао.